# Campionato mondiale femminile di pallavolo 2018
Il campionato mondiale femminile di pallavolo 2018 si è svolto dal 29 settembre al 20 ottobre 2018 a Hamamatsu, Kōbe, Nagoya, Osaka, Sapporo e Yokohama, in Giappone: al torneo hanno partecipato ventiquattro squadre nazionali e la vittoria finale è andata per la prima volta alla Serbia.

## Scelta della sede
L'unica candidatura per l'organizzazione del campionato mondiale 2018 è stata presentata dal Giappone: il 27 agosto 2014 l'assemblea generale della FIVB ha assegnato l'organizzazione della manifestazione al paese nipponico.

## Qualificazioni
Al torneo hanno partecipato: la nazionale del paese ospitante, la prima classificata al campionato mondiale 2014, due nazionali africane, tutte qualificate tramite il campionato continentale 2017, sei nazionali nordamericane, tutte qualificate tramite il campionato continentale 2017, due nazionali sudamericane, una qualificata tramite il campionato continentale 2017 e una qualificata tramite i gironi di qualificazione, quattro nazionali asiatiche e oceaniane, tutte qualificate tramite i gironi di qualificazione, e otto nazionali europee, tutte qualificate tramite i gironi di qualificazione.

## Impianti
|                                                                                      |                                                                                         |                                                                                     |
|                                                                                      |                                                                                         |                                                                                     |
| Hamamatsu Arena Città: Hamamatsu Capienza: 8 000 Anno d'apertura: 1990               | Kōbe Green Arena Città: Kōbe Capienza: 6 000 Anno d'apertura: 1993                      | Nagoya Civic General Gymnasium Città: Nagoya Capienza: 10 000 Anno d'apertura: 1987 |
|                                                                                      |                                                                                         |                                                                                     |
| Osaka Municipal Central Gymnasium Città: Osaka Capienza: 8 200 Anno d'apertura: 1996 | Hokkaido Prefectural Sports Center Città: Sapporo Capienza: 8 000 Anno d'apertura: 1999 | Yokohama Arena Città: Yokohama Capienza: 12 000 Anno d'apertura: 1989               |

## Regolamento

### Formula
Le squadre hanno disputato una prima fase a gironi, con formula del girone all'italiana; al termine della prima fase le prime quattro classificate di ogni girone hanno acceduto alla seconda fase a gironi, con formula del girone all'italiana, conservando tutti i risultati della prima fase. Al termine della seconda fase le prime tre classificate di ogni girone hanno acceduto alla terza fase a gironi, con formula del girone all'italiana; al termine della terza fase le prime due classificate di ogni girone hanno acceduto alla fase finale strutturata in semifinali, finale per il terzo posto e finale, mentre l'ultima classificata di ogni girone ha acceduto alla finale per il quinto posto..

### Criteri di classifica
Se il risultato finale è stato di 3-0 o 3-1 sono stati assegnati 3 punti alla squadra vincente e 0 a quella sconfitta, se il risultato finale è stato di 3-2 sono stati assegnati 2 punti alla squadra vincente e 1 a quella sconfitta.
L'ordine del posizionamento in classifica è stato definito in base a:
- Numero di partite vinte;
- Punti;
- Ratio dei set vinti/persi;
- Ratio dei punti realizzati/subiti;
- Risultati degli scontri diretti.

## Squadre partecipanti
| Squadra           | Qualificazione                                                 | Ultima partecipazione |
| ----------------- | -------------------------------------------------------------- | --------------------- |
| Argentina         | 1ª al torneo di qualificazione sudamericano                    | Italia 2014           |
| Azerbaigian       | 1ª al torneo di qualificazione europeo (girone E)              | Italia 2014           |
| Brasile           | 1ª al campionato sudamericano 2017                             | Italia 2014           |
| Bulgaria          | 2ª al torneo di qualificazione europeo (girone G)              | Italia 2014           |
| Camerun           | 1ª al campionato africano 2017                                 | Italia 2014           |
| Canada            | 1ª al campionato nordamericano 2017 (girone A)                 | Italia 2014           |
| Cina              | 1ª al torneo di qualificazione asiatico e oceaniano (girone A) | Italia 2014           |
| Corea del Sud     | 1ª al torneo di qualificazione asiatico e oceaniano (girone B) | Giappone 2010         |
| Cuba              | 2ª al campionato nordamericano 2017 (girone A)                 | Italia 2014           |
| Germania          | 1ª al torneo di qualificazione europeo (girone F)              | Italia 2014           |
| Giappone          | Paese organizzatore                                            | Italia 2014           |
| Italia            | 1ª al torneo di qualificazione europeo (girone D)              | Italia 2014           |
| Kazakistan        | 2ª al torneo di qualificazione asiatico e oceaniano (girone A) | Italia 2014           |
| Kenya             | 2ª al campionato africano 2017                                 | Giappone 2010         |
| Messico           | 2ª al campionato nordamericano 2017 (girone B)                 | Italia 2014           |
| Paesi Bassi       | 1ª al torneo di qualificazione europeo (girone G)              | Italia 2014           |
| Porto Rico        | 1ª al campionato nordamericano 2017 (girone C)                 | Italia 2014           |
| Rep. Dominicana   | 1ª al campionato nordamericano 2017 (girone B)                 | Italia 2014           |
| Russia            | 1ª al torneo di qualificazione europeo (girone A)              | Italia 2014           |
| Serbia            | 1ª al torneo di qualificazione europeo (girone B)              | Italia 2014           |
| Stati Uniti       | 1ª al campionato mondiale 2014                                 | Italia 2014           |
| Thailandia        | 2ª al torneo di qualificazione asiatico e oceaniano (girone B) | Italia 2014           |
| Trinidad e Tobago | 2ª al campionato nordamericano 2017 (girone C)                 | Debutto               |
| Turchia           | 1ª al torneo di qualificazione europeo (girone C)              | Italia 2014           |

## Torneo

### Prima fase
I gironi sono stati sorteggiati il 7 dicembre 2017 a Tokyo.
| Girone A    | Girone B | Girone C          | Girone D        |
| ----------- | -------- | ----------------- | --------------- |
| Argentina   | Bulgaria | Azerbaigian       | Brasile         |
| Camerun     | Canada   | Corea del Sud     | Kazakistan      |
| Germania    | Cina     | Russia            | Kenya           |
| Giappone    | Cuba     | Stati Uniti       | Porto Rico      |
| Messico     | Italia   | Thailandia        | Rep. Dominicana |
| Paesi Bassi | Turchia  | Trinidad e Tobago | Serbia          |

#### Girone A

##### Risultati
| 29 settembre 2018 Yokohama Arena, Yokohama Durata: 1h:56 - Spettatori: 2 750 | Messico     | 1 - 3 | Camerun     | 25-17, 23-25, 16-25, 21-25        |
| 29 settembre 2018 Yokohama Arena, Yokohama Durata: 2h:03 - Spettatori: 4 490 | Germania    | 1 - 3 | Paesi Bassi | 25-22, 21-25, 22-25, 30-32        |
| 29 settembre 2018 Yokohama Arena, Yokohama Durata: 1h:21 - Spettatori: 8 385 | Argentina   | 0 - 3 | Giappone    | 15-25, 13-25, 12-25               |
| 30 settembre 2018 Yokohama Arena, Yokohama Durata: 1h:03 - Spettatori: 1 150 | Camerun     | 0 - 3 | Germania    | 14-25, 10-25, 16-25               |
| 30 settembre 2018 Yokohama Arena, Yokohama Durata: 1h:28 - Spettatori: 3 530 | Argentina   | 0 - 3 | Messico     | 20-25, 23-25, 23-25               |
| 30 settembre 2018 Yokohama Arena, Yokohama Durata: 2h:38 - Spettatori: 7 800 | Giappone    | 2 - 3 | Paesi Bassi | 25-27, 25-16, 26-28, 25-19, 13-15 |
| 1º ottobre 2018 Yokohama Arena, Yokohama Durata: 1h:33 - Spettatori: 1 230   | Germania    | 3 - 0 | Argentina   | 25-21, 34-32, 25-18               |
| 1º ottobre 2018 Yokohama Arena, Yokohama Durata: 1h:16 - Spettatori: 2 450   | Paesi Bassi | 3 - 0 | Camerun     | 25-16, 26-24, 25-18               |
| 1º ottobre 2018 Yokohama Arena, Yokohama Durata: 1h:18 - Spettatori: 7 150   | Messico     | 0 - 3 | Giappone    | 15-25, 15-25, 15-25               |
| 3 ottobre 2018 Yokohama Arena, Yokohama Durata: 1h:14 - Spettatori: 1 390    | Argentina   | 0 - 3 | Paesi Bassi | 17-25, 17-25, 22-25               |
| 3 ottobre 2018 Yokohama Arena, Yokohama Durata: 1h:19 - Spettatori: 3 000    | Messico     | 0 - 3 | Germania    | 19-25, 17-25, 22-25               |
| 3 ottobre 2018 Yokohama Arena, Yokohama Durata: 1h:17 - Spettatori: 9 850    | Giappone    | 3 - 0 | Camerun     | 25-19, 25-20, 25-11               |
| 4 ottobre 2018 Yokohama Arena, Yokohama Durata: 1h:11 - Spettatori: 1 740    | Paesi Bassi | 3 - 0 | Messico     | 25-19, 25-14, 25-16               |
| 4 ottobre 2018 Yokohama Arena, Yokohama Durata: 1h:15 - Spettatori: 2 070    | Camerun     | 0 - 3 | Argentina   | 22-25, 20-25, 12-25               |
| 4 ottobre 2018 Yokohama Arena, Yokohama Durata: 1h:34 - Spettatori: 10 350   | Germania    | 0 - 3 | Giappone    | 25-27, 20-25, 24-26               |

##### Classifica
| Pos | Squadra     | Pt | G | V | P | SV | SP | Ratio | PF  | PS  | Ratio |
| --- | ----------- | -- | - | - | - | -- | -- | ----- | --- | --- | ----- |
| 1.  | Paesi Bassi | 14 | 5 | 5 | 0 | 15 | 3  | 5,000 | 435 | 375 | 1,160 |
| 2.  | Giappone    | 13 | 5 | 4 | 1 | 14 | 3  | 4,666 | 417 | 309 | 1,349 |
| 3.  | Germania    | 9  | 5 | 3 | 2 | 10 | 6  | 1,666 | 401 | 351 | 1,142 |
| 4.  | Messico     | 3  | 5 | 1 | 4 | 4  | 12 | 0,333 | 312 | 383 | 0,814 |
| 5.  | Argentina   | 3  | 5 | 1 | 4 | 3  | 12 | 0,250 | 308 | 363 | 0,848 |
| 6 . | Camerun     | 3  | 5 | 1 | 4 | 3  | 13 | 0,230 | 294 | 386 | 0,761 |

#### Girone B

##### Risultati
| 29 settembre 2018 Hokkaido Prefectural Sports Center, Sapporo Durata: 1h:15 - Spettatori: 620   | Bulgaria | 0 - 3 | Italia   | 15-25, 19-25, 22-25        |
| 29 settembre 2018 Hokkaido Prefectural Sports Center, Sapporo Durata: 1h:13 - Spettatori: 1 180 | Turchia  | 3 - 0 | Canada   | 25-18, 25-13, 25-15        |
| 29 settembre 2018 Hokkaido Prefectural Sports Center, Sapporo Durata: 1h:11 - Spettatori: 1 800 | Cina     | 3 - 0 | Cuba     | 25-12, 25-23, 25-14        |
| 30 settembre 2018 Hokkaido Prefectural Sports Center, Sapporo Durata: 1h:10 - Spettatori: 750   | Canada   | 0 - 3 | Italia   | 15-25, 15-25, 18-25        |
| 30 settembre 2018 Hokkaido Prefectural Sports Center, Sapporo Durata: 1h:03 - Spettatori: 1 050 | Cuba     | 0 - 3 | Bulgaria | 10-25, 20-25, 14-25        |
| 30 settembre 2018 Hokkaido Prefectural Sports Center, Sapporo Durata: 1h:23 - Spettatori: 1 600 | Turchia  | 0 - 3 | Cina     | 18-25, 23-25, 23-25        |
| 2 ottobre 2018 Hokkaido Prefectural Sports Center, Sapporo Durata: 1h:05 - Spettatori: 400      | Italia   | 3 - 0 | Cuba     | 25-11, 25-18, 25-20        |
| 2 ottobre 2018 Hokkaido Prefectural Sports Center, Sapporo Durata: 1h:17 - Spettatori: 500      | Bulgaria | 0 - 3 | Turchia  | 17-25, 23-25, 12-25        |
| 2 ottobre 2018 Hokkaido Prefectural Sports Center, Sapporo Durata: 1h:21 - Spettatori: 850      | Cina     | 3 - 0 | Canada   | 25-21, 25-21, 25-13        |
| 3 ottobre 2018 Hokkaido Prefectural Sports Center, Sapporo Durata: 1h:11 - Spettatori: 400      | Turchia  | 0 - 3 | Italia   | 19-25, 21-25, 12-25        |
| 3 ottobre 2018 Hokkaido Prefectural Sports Center, Sapporo Durata: 1h:38 - Spettatori: 450      | Canada   | 3 - 1 | Cuba     | 16-25, 25-13, 25-18, 25-20 |
| 3 ottobre 2018 Hokkaido Prefectural Sports Center, Sapporo Durata: 1h:55 - Spettatori: 900      | Cina     | 3 - 1 | Bulgaria | 22-25, 25-22, 25-14, 25-17 |
| 4 ottobre 2018 Hokkaido Prefectural Sports Center, Sapporo Durata: 1h:55 - Spettatori: 400      | Bulgaria | 3 - 1 | Canada   | 23-25, 27-25, 25-21, 25-21 |
| 4 ottobre 2018 Hokkaido Prefectural Sports Center, Sapporo Durata: 1h:28 - Spettatori: 750      | Cuba     | 1 - 3 | Turchia  | 15-25, 14-25, 25-23, 7-25  |
| 4 ottobre 2018 Hokkaido Prefectural Sports Center, Sapporo Durata: 1h:41 - Spettatori: 2 200    | Italia   | 3 - 1 | Cina     | 20-25, 26-24, 25-16, 25-20 |

##### Classifica
| Pos | Squadra  | Pt | G | V | P | SV | SP | Ratio  | PF  | PS  | Ratio |
| --- | -------- | -- | - | - | - | -- | -- | ------ | --- | --- | ----- |
| 1.  | Italia   | 15 | 5 | 5 | 0 | 15 | 1  | 15,000 | 396 | 290 | 1,365 |
| 2.  | Cina     | 12 | 5 | 4 | 1 | 13 | 4  | 3,250  | 407 | 342 | 1,190 |
| 3.  | Turchia  | 9  | 5 | 3 | 2 | 9  | 7  | 1,285  | 364 | 309 | 1,177 |
| 4.  | Bulgaria | 6  | 5 | 2 | 3 | 7  | 10 | 0,700  | 361 | 383 | 0,942 |
| 5.  | Canada   | 3  | 5 | 1 | 4 | 4  | 13 | 0,307  | 332 | 401 | 0,827 |
| 6.  | Cuba     | 0  | 5 | 0 | 5 | 2  | 15 | 0,133  | 279 | 414 | 0,673 |

#### Girone C

##### Risultati
| 29 settembre 2018 Kōbe Green Arena, Kōbe Durata: 1h:07 - Spettatori: 320 | Russia            | 3 - 0 | Trinidad e Tobago | 25-21, 25-11, 25-12               |
| 29 settembre 2018 Kōbe Green Arena, Kōbe Durata: 1h:29 - Spettatori: 830 | Azerbaigian       | 0 - 3 | Stati Uniti       | 27-29, 21-25, 21-25               |
| 29 settembre 2018 Kōbe Green Arena, Kōbe Durata: 2h:00 - Spettatori: 900 | Corea del Sud     | 2 - 3 | Thailandia        | 25-18, 22-25, 19-25, 25-13, 11-15 |
| 30 settembre 2018 Kōbe Green Arena, Kōbe Durata: 1h:05 - Spettatori: 420 | Stati Uniti       | 3 - 0 | Trinidad e Tobago | 25-11, 25-11, 25-11               |
| 30 settembre 2018 Kōbe Green Arena, Kōbe Durata: 1h:46 - Spettatori: 410 | Azerbaigian       | 3 - 1 | Corea del Sud     | 25-18, 25-18, 23-25, 25-18        |
| 30 settembre 2018 Kōbe Green Arena, Kōbe Durata: 2h:06 - Spettatori: 260 | Thailandia        | 2 - 3 | Russia            | 25-21, 25-17, 13-25, 21-25, 9-15  |
| 2 ottobre 2018 Kōbe Green Arena, Kōbe Durata: 1h:24 - Spettatori: 290    | Russia            | 3 - 0 | Azerbaigian       | 25-21, 25-21, 25-22               |
| 2 ottobre 2018 Kōbe Green Arena, Kōbe Durata: 1h:40 - Spettatori: 370    | Trinidad e Tobago | 1 - 3 | Thailandia        | 17-25, 17-25, 25-23, 11-25        |
| 2 ottobre 2018 Kōbe Green Arena, Kōbe Durata: 1h:56 - Spettatori: 580    | Stati Uniti       | 3 - 1 | Corea del Sud     | 19-25, 25-21, 25-21, 25-18        |
| 3 ottobre 2018 Kōbe Green Arena, Kōbe Durata: 1h:18 - Spettatori: 170    | Azerbaigian       | 3 - 0 | Trinidad e Tobago | 29-27, 25-16, 25-17               |
| 3 ottobre 2018 Kōbe Green Arena, Kōbe Durata: 1h:30 - Spettatori: 420    | Corea del Sud     | 0 - 3 | Russia            | 23-25, 20-25, 15-25               |
| 3 ottobre 2018 Kōbe Green Arena, Kōbe Durata: 2h:10 - Spettatori: 550    | Stati Uniti       | 3 - 2 | Thailandia        | 25-17, 25-16, 23-25, 21-25, 15-11 |
| 4 ottobre 2018 Kōbe Green Arena, Kōbe Durata: 1h:24 - Spettatori: 230    | Trinidad e Tobago | 0 - 3 | Corea del Sud     | 24-26, 16-25, 23-25               |
| 4 ottobre 2018 Kōbe Green Arena, Kōbe Durata: 1h:42 - Spettatori: 470    | Thailandia        | 3 - 1 | Azerbaigian       | 25-22, 15-25, 25-19, 25-17        |
| 4 ottobre 2018 Kōbe Green Arena, Kōbe Durata: 2h:06 - Spettatori: 1 850  | Russia            | 2 - 3 | Stati Uniti       | 25-19, 20-25, 24-26, 25-12, 11-15 |

##### Classifica
| Pos | Squadra           | Pt | G | V | P | SV | SP | Ratio | PF  | PS  | Ratio |
| --- | ----------------- | -- | - | - | - | -- | -- | ----- | --- | --- | ----- |
| 1.  | Stati Uniti       | 13 | 5 | 5 | 0 | 15 | 5  | 3,000 | 454 | 387 | 1,173 |
| 2.  | Russia            | 12 | 5 | 4 | 1 | 14 | 5  | 2,800 | 433 | 356 | 1,216 |
| 3.  | Thailandia        | 10 | 5 | 3 | 2 | 13 | 10 | 1,300 | 471 | 467 | 1,008 |
| 4.  | Azerbaigian       | 6  | 5 | 2 | 3 | 7  | 10 | 0,700 | 393 | 383 | 1,026 |
| 5.  | Corea del Sud     | 4  | 5 | 1 | 4 | 7  | 12 | 0,583 | 400 | 426 | 0,938 |
| 6.  | Trinidad e Tobago | 0  | 5 | 0 | 5 | 1  | 15 | 0,066 | 271 | 403 | 0,672 |

#### Girone D

##### Risultati
| 29 settembre 2018 Hamamatsu Arena, Hamamatsu Durata: 1h:27 - Spettatori: 1 100 | Porto Rico      | 0 - 3 | Brasile         | 25-27, 12-25, 7-25  |
| 29 settembre 2018 Hamamatsu Arena, Hamamatsu Durata: 1h:27 - Spettatori: 1 250 | Rep. Dominicana | 0 - 3 | Serbia          | 17-25, 20-25, 22-25 |
| 29 settembre 2018 Hamamatsu Arena, Hamamatsu Durata: 1h:16 - Spettatori: 650   | Kazakistan      | 0 - 3 | Kenya           | 23-25, 22-25, 21-25 |
| 30 settembre 2018 Hamamatsu Arena, Hamamatsu Durata: 1h:30 - Spettatori: 1 550 | Brasile         | 3 - 0 | Rep. Dominicana | 25-15, 25-20, 25-22 |
| 30 settembre 2018 Hamamatsu Arena, Hamamatsu Durata: 1h:26 - Spettatori: 850   | Kazakistan      | 0 - 3 | Porto Rico      | 21-25, 15-25, 22-25 |
| 30 settembre 2018 Hamamatsu Arena, Hamamatsu Durata: 1h:01 - Spettatori: 350   | Kenya           | 0 - 3 | Serbia          | 16-25, 9-25, 8-25   |
| 1º ottobre 2018 Hamamatsu Arena, Hamamatsu Durata: 1h:19 - Spettatori: 300     | Rep. Dominicana | 3 - 0 | Kazakistan      | 25-22, 25-15, 25-19 |
| 1º ottobre 2018 Hamamatsu Arena, Hamamatsu Durata: 1h:25 - Spettatori: 700     | Porto Rico      | 3 - 0 | Kenya           | 25-20, 25-22, 25-15 |
| 1º ottobre 2018 Hamamatsu Arena, Hamamatsu Durata: 1h:22 - Spettatori: 1 500   | Serbia          | 3 - 0 | Brasile         | 25-21, 25-18, 25-19 |
| 3 ottobre 2018 Hamamatsu Arena, Hamamatsu Durata: 1h:25 - Spettatori: 975      | Porto Rico      | 0 - 3 | Rep. Dominicana | 22-25, 17-25, 20-25 |
| 3 ottobre 2018 Hamamatsu Arena, Hamamatsu Durata: 1h:05 - Spettatori: 350      | Kazakistan      | 0 - 3 | Serbia          | 18-25, 16-25, 13-25 |
| 3 ottobre 2018 Hamamatsu Arena, Hamamatsu Durata: 1h:08 - Spettatori: 675      | Kenya           | 0 - 3 | Brasile         | 13-25, 10-25, 16-25 |
| 4 ottobre 2018 Hamamatsu Arena, Hamamatsu Durata: 1h:27 - Spettatori: 280      | Serbia          | 3 - 0 | Porto Rico      | 25-23, 25-17, 27-25 |
| 4 ottobre 2018 Hamamatsu Arena, Hamamatsu Durata: 0h:58 - Spettatori: 380      | Rep. Dominicana | 3 - 0 | Kenya           | 25-5, 25-7, 25-15   |
| 4 ottobre 2018 Hamamatsu Arena, Hamamatsu Durata: 1h:12 - Spettatori: 540      | Brasile         | 3 - 0 | Kazakistan      | 25-11, 25-20, 25-13 |

##### Classifica
| Pos | Squadra         | Pt | G | V | P | SV | SP | Ratio | PF  | PS  | Ratio |
| --- | --------------- | -- | - | - | - | -- | -- | ----- | --- | --- | ----- |
| 1.  | Serbia          | 15 | 5 | 5 | 0 | 15 | 0  | MAX   | 377 | 262 | 1,438 |
| 2.  | Brasile         | 12 | 5 | 4 | 1 | 12 | 3  | 4,000 | 360 | 259 | 1,389 |
| 3.  | Rep. Dominicana | 9  | 5 | 3 | 2 | 9  | 6  | 1,500 | 341 | 292 | 1,167 |
| 4.  | Porto Rico      | 6  | 5 | 2 | 3 | 6  | 9  | 0,666 | 318 | 344 | 0,924 |
| 5.  | Kenya           | 3  | 5 | 1 | 4 | 3  | 12 | 0,250 | 231 | 366 | 0,631 |
| 6.  | Kazakistan      | 0  | 5 | 0 | 5 | 0  | 15 | 0,000 | 271 | 375 | 0,722 |

### Seconda fase
| Girone E        | Girone F    |
| --------------- | ----------- |
| Brasile         | Azerbaigian |
| Germania        | Bulgaria    |
| Giappone        | Cina        |
| Messico         | Italia      |
| Paesi Bassi     | Russia      |
| Porto Rico      | Stati Uniti |
| Rep. Dominicana | Thailandia  |
| Serbia          | Turchia     |

#### Girone E

##### Risultati
| 7 ottobre 2018 Nagoya Civic General Gymnasium, Nagoya Durata: 1h:13 - Spettatori: 1 000   | Messico     | 0 - 3 | Serbia          | 19-25, 17-25, 15-25               |
| 7 ottobre 2018 Nagoya Civic General Gymnasium, Nagoya Durata: 2h:16 - Spettatori: 3 000   | Germania    | 3 - 2 | Brasile         | 14-25, 19-25, 32-30, 25-19, 17-15 |
| 7 ottobre 2018 Nagoya Civic General Gymnasium, Nagoya Durata: 1h:12 - Spettatori: 4 000   | Paesi Bassi | 3 - 0 | Porto Rico      | 25-16, 25-15, 25-20               |
| 7 ottobre 2018 Nagoya Civic General Gymnasium, Nagoya Durata: 2h:26 - Spettatori: 8 000   | Giappone    | 3 - 2 | Rep. Dominicana | 25-17, 28-26, 22-25, 25-27, 15-11 |
| 8 ottobre 2018 Nagoya Civic General Gymnasium, Nagoya Durata: 1h:17 - Spettatori: 500     | Germania    | 0 - 3 | Serbia          | 14-25, 20-25, 20-25               |
| 8 ottobre 2018 Nagoya Civic General Gymnasium, Nagoya Durata: 1h:55 - Spettatori: 1 500   | Messico     | 1 - 3 | Brasile         | 25-23, 23-25, 13-25, 19-25        |
| 8 ottobre 2018 Nagoya Civic General Gymnasium, Nagoya Durata: 1h:12 - Spettatori: 2 500   | Paesi Bassi | 3 - 0 | Rep. Dominicana | 25-19, 25-16, 25-14               |
| 8 ottobre 2018 Nagoya Civic General Gymnasium, Nagoya Durata: 1h:25 - Spettatori: 8 000   | Giappone    | 3 - 0 | Porto Rico      | 25-22, 25-14, 25-18               |
| 10 ottobre 2018 Nagoya Civic General Gymnasium, Nagoya Durata: 1h:13 - Spettatori: 300    | Messico     | 0 - 3 | Rep. Dominicana | 13-25, 18-25, 15-25               |
| 10 ottobre 2018 Nagoya Civic General Gymnasium, Nagoya Durata: 2h:15 - Spettatori: 400    | Paesi Bassi | 2 - 3 | Brasile         | 25-21, 18-25, 27-25, 19-25, 7-15  |
| 10 ottobre 2018 Nagoya Civic General Gymnasium, Nagoya Durata: 2h:09 - Spettatori: 600    | Germania    | 3 - 1 | Porto Rico      | 25-23, 25-27, 29-27, 25-22        |
| 10 ottobre 2018 Nagoya Civic General Gymnasium, Nagoya Durata: 2h:00 - Spettatori: 3000   | Giappone    | 3 - 1 | Serbia          | 15-25, 25-23, 25-23, 25-23        |
| 11 ottobre 2018 Nagoya Civic General Gymnasium, Nagoya Durata: 1h:54 - Spettatori: 300    | Messico     | 1 - 3 | Porto Rico      | 17-25, 19-25, 25-18, 19-25        |
| 11 ottobre 2018 Nagoya Civic General Gymnasium, Nagoya Durata: 1h:14 - Spettatori: 400    | Germania    | 0 - 3 | Rep. Dominicana | 12-25, 19-25, 17-25               |
| 11 ottobre 2018 Nagoya Civic General Gymnasium, Nagoya Durata: 1h:05 - Spettatori: 1 000  | Paesi Bassi | 3 - 0 | Serbia          | 25-16, 25-12, 25-20               |
| 11 ottobre 2018 Nagoya Civic General Gymnasium, Nagoya Durata: 02h:31 - Spettatori: 8 000 | Giappone    | 2 - 3 | Brasile         | 25-23, 25-16, 26-28, 21-25, 11-15 |

##### Classifica
| Pos | Squadra         | Pt | G | V | P | SV | SP | Ratio | PF  | PS  | Ratio |
| --- | --------------- | -- | - | - | - | -- | -- | ----- | --- | --- | ----- |
| 1.  | Paesi Bassi     | 24 | 9 | 8 | 1 | 26 | 6  | 4,333 | 756 | 634 | 1,192 |
| 2.  | Giappone        | 22 | 9 | 7 | 2 | 25 | 9  | 2,777 | 805 | 670 | 1,201 |
| 3.  | Serbia          | 21 | 9 | 7 | 2 | 22 | 6  | 3,666 | 669 | 532 | 1,257 |
| 4.  | Brasile         | 20 | 9 | 7 | 2 | 23 | 11 | 2,090 | 790 | 650 | 1,215 |
| 5.  | Rep. Dominicana | 16 | 9 | 5 | 4 | 17 | 12 | 1,416 | 646 | 576 | 1,121 |
| 6.  | Germania        | 14 | 9 | 5 | 4 | 16 | 15 | 1,066 | 714 | 714 | 1,000 |
| 7.  | Porto Rico      | 9  | 9 | 3 | 6 | 10 | 19 | 0,526 | 615 | 678 | 0,907 |
| 8.  | Messico         | 3  | 9 | 1 | 8 | 6  | 24 | 0,250 | 569 | 724 | 0,785 |

#### Girone F

##### Risultati
| 7 ottobre 2018 Osaka Municipal Central Gymnasium, Osaka Durata: 1h:19 - Spettatori: 600    | Turchia  | 0 - 3 | Russia      | 15-25, 17-25, 16-25               |
| 7 ottobre 2018 Osaka Municipal Central Gymnasium, Osaka Durata: 1h:09 - Spettatori: 650    | Bulgaria | 0 - 3 | Stati Uniti | 16-25, 17-25, 11-25               |
| 7 ottobre 2018 Osaka Municipal Central Gymnasium, Osaka Durata: 1h:07 - Spettatori: 930    | Italia   | 3 - 0 | Azerbaigian | 25-12, 25-19, 25-10               |
| 7 ottobre 2018 Osaka Municipal Central Gymnasium, Osaka Durata: 1h:22 - Spettatori: 1 350  | Cina     | 3 - 0 | Thailandia  | 28-26, 25-20, 25-23               |
| 8 ottobre 2018 Osaka Municipal Central Gymnasium, Osaka Durata: 1h:52 - Spettatori: 600    | Bulgaria | 1 - 3 | Russia      | 21-25, 20-25, 25-23, 19-25        |
| 8 ottobre 2018 Osaka Municipal Central Gymnasium, Osaka Durata: 1h:19 - Spettatori: 800    | Turchia  | 0 - 3 | Stati Uniti | 21-25, 17-25, 18-25               |
| 8 ottobre 2018 Osaka Municipal Central Gymnasium, Osaka Durata: 1h:14 - Spettatori: 1 100  | Cina     | 3 - 0 | Azerbaigian | 25-17, 25-16, 25-17               |
| 8 ottobre 2018 Osaka Municipal Central Gymnasium, Osaka Durata: 1h:07 - Spettatori: 850    | Italia   | 3 - 0 | Thailandia  | 25-15, 25-12, 25-15               |
| 10 ottobre 2018 Osaka Municipal Central Gymnasium, Osaka Durata: 1h:46 - Spettatori: 200   | Turchia  | 3 - 1 | Azerbaigian | 26-24, 25-17, 22-25, 25-21        |
| 10 ottobre 2018 Osaka Municipal Central Gymnasium, Osaka Durata: 2h:04 - Spettatori: 300   | Bulgaria | 3 - 2 | Thailandia  | 25-18, 22-25, 18-25, 25-22, 19-17 |
| 10 ottobre 2018 Osaka Municipal Central Gymnasium, Osaka Durata: 1h:52 - Spettatori: 480   | Italia   | 3 - 1 | Russia      | 22-25, 25-20, 25-18, 25-22        |
| 10 ottobre 2018 Osaka Municipal Central Gymnasium, Osaka Durata: 1h:23 - Spettatori: 1 100 | Cina     | 3 - 0 | Stati Uniti | 25-17, 26-24, 25-18               |
| 11 ottobre 2018 Osaka Municipal Central Gymnasium, Osaka Durata: 1h:18 - Spettatori: 160   | Bulgaria | 3 - 0 | Azerbaigian | 25-19, 25-20, 25-20               |
| 11 ottobre 2018 Osaka Municipal Central Gymnasium, Osaka Durata: 1h:51 - Spettatori: 360   | Turchia  | 3 - 1 | Thailandia  | 22-25, 25-20, 25-22, 25-20        |
| 11 ottobre 2018 Osaka Municipal Central Gymnasium, Osaka Durata: 1h:39 - Spettatori: 480   | Italia   | 3 - 1 | Stati Uniti | 25-16, 25-23, 20-25, 25-16        |
| 11 ottobre 2018 Osaka Municipal Central Gymnasium, Osaka Durata: 1h:55 - Spettatori: 950   | Cina     | 3 - 1 | Russia      | 25-22, 21-25, 25-23, 25-15        |

##### Classifica
| Pos | Squadra     | Pt | G | V | P | SV | SP | Ratio | PF  | PS  | Ratio |
| --- | ----------- | -- | - | - | - | -- | -- | ----- | --- | --- | ----- |
| 1.  | Italia      | 27 | 9 | 9 | 0 | 27 | 3  | 9,000 | 738 | 538 | 1,371 |
| 2.  | Cina        | 24 | 9 | 8 | 1 | 25 | 5  | 5,000 | 732 | 605 | 1,209 |
| 3.  | Stati Uniti | 19 | 9 | 7 | 2 | 22 | 11 | 2,000 | 743 | 658 | 1,129 |
| 4.  | Russia      | 18 | 9 | 6 | 3 | 22 | 12 | 1,833 | 776 | 682 | 1,137 |
| 5.  | Turchia     | 15 | 9 | 5 | 4 | 15 | 15 | 1,000 | 663 | 633 | 1,047 |
| 6.  | Bulgaria    | 11 | 9 | 4 | 5 | 14 | 18 | 0,777 | 674 | 722 | 0,933 |
| 7.  | Thailandia  | 11 | 9 | 3 | 6 | 16 | 22 | 0,727 | 776 | 826 | 0,939 |
| 8.  | Azerbaigian | 6  | 9 | 2 | 7 | 8  | 22 | 0,363 | 630 | 706 | 0,892 |

### Terza fase
| Girone G | Girone H    |
| -------- | ----------- |
| Giappone | Cina        |
| Italia   | Paesi Bassi |
| Serbia   | Stati Uniti |

#### Girone G

##### Risultati
| 14 ottobre 2018 Nagoya Civic General Gymnasium, Nagoya Durata: 1h:30 - Spettatori: 8 000 | Giappone | 0 - 3 | Serbia   | 19-25, 18-25, 23-25               |
| 15 ottobre 2018 Nagoya Civic General Gymnasium, Nagoya Durata: 2h:10 - Spettatori: 8 000 | Italia   | 3 - 2 | Giappone | 25-20, 22-25, 25-21, 19-25, 15-13 |
| 16 ottobre 2018 Nagoya Civic General Gymnasium, Nagoya Durata: 1h:43 - Spettatori: 500   | Italia   | 1 - 3 | Serbia   | 21-25, 19-25, 25-23, 23-25        |

##### Classifica
| Pos | Squadra  | Pt | G | V | P | SV | SP | Ratio | PF  | PS  | Ratio |
| --- | -------- | -- | - | - | - | -- | -- | ----- | --- | --- | ----- |
| 1.  | Serbia   | 6  | 2 | 2 | 0 | 6  | 1  | 6,000 | 173 | 148 | 1,168 |
| 2.  | Italia   | 2  | 2 | 1 | 1 | 4  | 5  | 0,800 | 194 | 202 | 0,960 |
| 3.  | Giappone | 1  | 2 | 0 | 2 | 2  | 6  | 0,333 | 164 | 181 | 0,906 |

#### Girone H

##### Risultati
| 14 ottobre 2018 Nagoya Civic General Gymnasium, Nagoya Durata: 2h:12 - Spettatori: 3 500 | Cina        | 3 - 2 | Stati Uniti | 25-22, 19-25, 20-25, 25-23, 15-9 |
| 15 ottobre 2018 Nagoya Civic General Gymnasium, Nagoya Durata: 2h:07 - Spettatori: 1 500 | Paesi Bassi | 3 - 2 | Stati Uniti | 30-32, 15-25, 25-22, 25-15, 15-9 |
| 16 ottobre 2018 Nagoya Civic General Gymnasium, Nagoya Durata: 1h:47 - Spettatori: 750   | Paesi Bassi | 1 - 3 | Cina        | 25-23, 13-25, 18-25, 17-25       |

##### Classifica
| Pos | Squadra     | Pt | G | V | P | SV | SP | Ratio | PF  | PS  | Ratio |
| --- | ----------- | -- | - | - | - | -- | -- | ----- | --- | --- | ----- |
| 1.  | Cina        | 5  | 2 | 2 | 0 | 6  | 3  | 2,000 | 202 | 177 | 1,141 |
| 2.  | Paesi Bassi | 2  | 2 | 1 | 1 | 4  | 5  | 0,800 | 183 | 201 | 0,910 |
| 3.  | Stati Uniti | 2  | 2 | 0 | 2 | 4  | 6  | 0,666 | 207 | 214 | 0,967 |

### Finali 1º e 3º posto
|  | Semifinali | Semifinali  | Semifinali |                 |    | Finale | Finale      | Finale |
|  |            |             |            |                 |    |        |             |        |
|  | 1A         | Serbia      | 3          |                 |    |        |             |        |
|  | 1A         | Serbia      | 3          |                 |    |        |             |        |
|  | 2B         | Paesi Bassi | 1          |                 |    |        |             |        |
|  | 2B         | Paesi Bassi | 1          |                 | 1A | Serbia | 3           |        |
|  |            |             |            |                 | 1A | Serbia | 3           |        |
|  |            |             |            |                 |    | 2A     | Italia      | 2      |
|  | 1B         | Cina        | 2          |                 |    | 2A     | Italia      | 2      |
|  | 1B         | Cina        | 2          |                 |    |        |             |        |
|  | 2A         | Italia      | 3          |                 |    |        |             |        |
|  | 2A         | Italia      | 3          | Finale 3° posto |    |        |             |        |
|  |            |             |            |                 |    |        |             |        |
|  |            |             |            |                 |    | 2B     | Paesi Bassi | 0      |
|  |            |             |            |                 |    | 2B     | Paesi Bassi | 0      |
|  |            |             |            |                 |    | 1B     | Cina        | 3      |

#### Semifinali
| 19 ottobre 2018 Yokohama Arena, Yokohama Durata: 2h:01 - Spettatori: 6 450 | Serbia | 3 - 1 | Paesi Bassi | 25-22, 26-28, 25-19, 25-23        |
| 19 ottobre 2018 Yokohama Arena, Yokohama Durata: 2h:15 - Spettatori: 7 600 | Cina   | 2 - 3 | Italia      | 18-25, 25-21, 16-25, 31-29, 15-17 |

#### Finale 3º posto
| 20 ottobre 2018 Yokohama Arena, Yokohama Durata: 1h:14 - Spettatori: 11 000 | Paesi Bassi | 0 - 3 | Cina | 22-25, 19-25, 14-25 |

#### Finale
| 20 ottobre 2018 Yokohama Arena, Yokohama Durata: 1h:56 - Spettatori: 11 500 | Serbia | 3 - 2 | Italia | 21-25, 25-14, 23-25, 25-19, 15-12 |

### Finale 5º posto
| 19 ottobre 2018 Yokohama Arena, Yokohama Durata: 2h:00 - Spettatori: 11 500 | Giappone | 1 - 3 | Stati Uniti | 23-25, 16-25, 25-23, 23-25 |

## Podio

### Campione
Formazione: 1 Buša, 4 Živković, 6 Malešević, 9 Mihajlović, 10 Ognjenović, 11 Veljković, 12 Pusić, 13 Bjelica, 14 Aleksić, 15 Stevanović, 16 Rašić, 17 Popović, 18 Bošković, 19 Milenković, CT: Terzić

### Secondo posto
Formazione: 1 Ortolani, 3 Cambi, 5 Malinov, 6 De Gennaro, 7 Nwakalor, 10 Chirichella, 11 Danesi, 13 Fahr, 14 Pietrini, 15 Lubian, 16 Bosetti, 17 Sylla, 18 Egonu, 20 Parrocchiale, CT: Mazzanti

### Terzo posto
Formazione: 1 Yuan, 2 Zhu, 4 Yang, 5 Hu, 6 Gong, 8 Zeng, 9 Zhang, 10 Liu, 11 Yao, 12 Li, 15 Lin, 16 Ding, 17 Yan, 18 Wang, CT: Lang

## Classifica finale
| Pos | Squadra           |
| --- | ----------------- |
|     | Serbia            |
|     | Italia            |
|     | Cina              |
| 4   | Paesi Bassi       |
| 5   | Stati Uniti       |
| 6   | Giappone          |
| 7   | Brasile           |
| 8   | Russia            |
| 9   | Rep. Dominicana   |
| 10  | Turchia           |
| 11  | Germania          |
| 12  | Bulgaria          |
| 13  | Thailandia        |
| 14  | Porto Rico        |
| 15  | Azerbaigian       |
| 16  | Messico           |
| 17  | Corea del Sud     |
| 18  | Canada            |
| 19  | Argentina         |
| 20  | Kenya             |
| 21  | Camerun           |
| 22  | Cuba              |
| 23  | Trinidad e Tobago |
| 24  | Kazakistan        |

## Premi individuali
| Premio                 | Nome              | Squadra |
| ---------------------- | ----------------- | ------- |
| MVP                    | Tijana Bošković   | Serbia  |
| Miglior palleggiatrice | Ofelia Malinov    | Italia  |
| Miglior opposto        | Paola Egonu       | Italia  |
| Miglior schiacciatrice | Myriam Sylla      | Italia  |
| Miglior schiacciatrice | Zhu Ting          | Cina    |
| Miglior centrale       | Yan Ni            | Cina    |
| Miglior centrale       | Milena Rašić      | Serbia  |
| Miglior libero         | Monica De Gennaro | Italia  |